# Hermann Gerhard Hertz

Hermann Gerhard Hertz

Hermann Gerhard Hertz (* 13. Juni 1922 in Hamburg; † 2. Januar 1999 in Karlsruhe) war ein deutscher Physikochemiker.
Sein Hauptarbeitsgebiet war die Physikalische Chemie, insbesondere die Elektrochemie. In Deutschland war er einer der Pioniere auf dem Gebiet der Kernmagnetischen Resonanz (NMR).
Ab 1980 gehörte er zum Gremium der Herausgeber der Zeitschrift für Physikalische Chemie.
Er ist der Großneffe des bekannten Physikers und Entdeckers der elektromagnetischen Wellen, Heinrich Hertz, und der Neffe des Physikers und Nobelpreisträgers Gustav Hertz.

## Leben
Hermann Gerhard Hertz wurde als Sohn einer alteingesessenen Familie, die vor allem aus Kaufleuten und Juristen bestand, aber auch zwei berühmte Physiker hervorbrachte, in Hamburg geboren. Nach dem Abitur 1940 wurde er sofort Soldat, und nach Kriegsende und Gefangenschaft studierte er von 1945 bis 1950 das Fach Physik an der Universität seiner Heimatstadt, wo er auch 1950 unter Paul Harteck seine Diplomarbeit anfertigte und 1952 seine Dissertation über die Entwicklung einer Nebel- oder Wilsonkammer fertigstellte.
Ab 1960 war er wissenschaftlicher Assistent an der Universität Münster, wo er sich im gleichen Jahr im Fach Physikalische Chemie habilitierte. Im Jahre 1964 wurde H. G. Hertz außerordentlicher Professor an der Universität Münster und 1965 erhielt er eine ordentliche Professur an der TH Karlsruhe, also zufälligerweise an der Stätte, wo sein Großonkel Heinrich Hertz 1886 die elektromagnetischen Wellen nachgewiesen hatte. Obwohl H. G. Hertz 1970 einen Ruf an die Universität München erhielt, blieb er der Universität Karlsruhe bis zu seiner Emeritierung im Oktober 1990 treu.
Es ist erwähnenswert, dass H. G. Hertz immer außerordentlich gute Beziehungen zu ausländischen Wissenschaftlern pflegte und lange Forschungsaufenthalte in Canberra, Australien und Trondheim, Norwegen hatte. Insbesondere hielt er auch durch häufige Vortragsreisen Kontakt zu Arbeitsgruppen in der Sowjetunion. Durch seinen in Leipzig lebenden Onkel Gustav Hertz hatte er zur Zeit der DDR besonders gute Beziehungen zur Universität Leipzig und auch zu der dort arbeitenden großen NMR-Forschergruppe um Artur Lösche und Harry Pfeifer.

## Wirken
Während seiner Assistentenzeit in Hamburg beschäftigte sich H. G. Hertz zunächst mit der Trennung von Gasen durch die Gaszentrifuge, wandte sich aber bald der aufkommenden Untersuchungsmethode NMR zu und wurde so einer der Pioniere auf diesem Gebiet in Deutschland. Dabei half ihm ein  Aufenthalt im Jahr 1957 im Labor von Herbert S. Gutowsky in Urbana, USA, einem der großen NMR Pioniere. In seiner Habilitationsarbeit untersuchte H. G. Hertz die Linienbreiten von Atomkernen in einatomigen Ionen wie Br− oder I− (diese Atomkerne haben ein elektrisches Quadrupolmoment) in wäßrigen Elektrolytlösungen und lieferte die erste Theorie der Relaxation (NMR) durch elektrostatische Quadrupolwechselwirkung, heute "Hertz-Valiev-Theorie" genannt.
H. G. Hertz eröffnete damit das weite Gebiet der Untersuchung von Elektrolytlösungen mittels Ionenkern-Relaxation. Zum Studium der translatorischen Mikrodynamik in Elektrolytlösungen und anderen fluiden Systemen mittels Diffusion-Messungen setzte Hertz, relativ früh, die Feldgradienten-NMR ein und untersuchte damit "Strukturbrechung" und "Strukturbildung" von Salzen in wässrigen Elektrolyten. Wichtige Beiträge lieferte H. G. Hertz und seine Arbeitsgruppe auch zum Verständnis der Struktur und Dynamik der Solvathülle von unpolaren Teilchen oder Molekülgruppen im Wasser. Die "hydrophobe Hydratation" und "hydrophobe Assoziation" (siehe: hydrophober Effekt), wurden in der Hertz'schen Arbeitsgruppe vor allem mittels Protonen-Relaxation (NMR) untersucht und spielen eine außerordentlich wichtige Rolle bei biologischen Prozessen, wie z. B. bei der Biomembran-Bildung und bei der Proteinfaltung.
Im Laufe der 1970er und 1980er Jahre entwickelte sich das Hertz'sche Labor in Karlsruhe zu einem der weltweit führenden Labors für das Studium der Selbst-Diffusion in Flüssigkeiten. Seit 1976 untersuchte H. G. Hertz auch theoretisch Probleme der Diffusion und der elektrischen Leitfähigkeit und formulierte seine Ergebnisse mittels der "Geschwindigkeits-Korrelationsfunktion". In diesem Zusammenhang stieß er auf Schwierigkeiten mit solchen Größen und Konzepten in der konventionellen Elektrochemie, die einer direkten Messung nicht zugänglich sind. In einem 1980 erschienenen Buch. formulierte Hertz die Grundprinzipien der Elektrochemie völlig neu. Sehr interessant ist dabei die Tatsache, dass der Begriff "elektrische Ladung" in dieser neuformulierten Elektrochemie nicht vorkommt, er wird nicht benötigt. Diese Reformulierungen und vor allem Hertz'sche Arbeiten zur Extraleitfähigkeit des H+-Ions wurden in der Fachwelt kontrovers aufgenommen.
Sehr früh hat H. G. Hertz auch eine vergleichende theoretische Darstellung des Spin-Echo-Diffusionsexperimentes in der Feldgradienten-NMR mit der inelastischen Neutronenstreuung geliefert und hat damit spätere Entwicklungen vorweggenommen.
In seinen letzten Lebensjahren beschäftigte sich Hermann Gerhard Hertz auch intensiv mit dem Werk seines Großonkels Heinrich Hertz aus wissenschaftshistorischer Sicht. Er veröffentlichte dessen Labornotizen von 1887. und eine bisher unveröffentlichte Vorlesung über die Energiebilanz der Erde.
Hermann Gerhard Hertz hat insgesamt 197 wissenschaftliche Arbeiten verfasst. Zu seinen Schülern gehören die deutschen Physikochemiker Manfred Zeidler, Heinrich Versmold, Helmut Bertagnolli, Alfons Geiger, Manfred Holz und Hermann Weingärtner.